# Hrvoje Vejić
Hrvoje Vejić (Metković, 9 giugno 1977) è un ex calciatore croato, di ruolo difensore.

## Carriera

### Club
Vejic cresce calcisticamente nelle file dell'NK Zagabria, nel 1998, per poi passare al Hajduk Spalato nel 2001. Nel 2005 si trasferisce al Tom Tomsk. Il 12 gennaio 2009 viene acquistato nuovamente dall'Hajduk Spalato.

### Nazionale
Il suo debutto con la Croazia avverrà il 2 giugno 2007, a 30 anni, nella sfida di Tallinn contro l'Estonia, vinta dai croati per 1-0, valida per le qualificazioni agli Europei 2008, ai quali la Croazia prenderà parte. È stato convocato per Euro 2008.

## Statistiche

### Cronologia presenze e reti in nazionale
| Cronologia completa delle presenze e delle reti in nazionale ― Croazia | Cronologia completa delle presenze e delle reti in nazionale ― Croazia | Cronologia completa delle presenze e delle reti in nazionale ― Croazia | Cronologia completa delle presenze e delle reti in nazionale ― Croazia | Cronologia completa delle presenze e delle reti in nazionale ― Croazia | Cronologia completa delle presenze e delle reti in nazionale ― Croazia | Cronologia completa delle presenze e delle reti in nazionale ― Croazia | Cronologia completa delle presenze e delle reti in nazionale ― Croazia |
| Data                                                                   | Città                                                                  | In casa                                                                | Risultato                                                              | Ospiti                                                                 | Competizione                                                           | Reti                                                                   | Note                                                                   |
| ---------------------------------------------------------------------- | ---------------------------------------------------------------------- | ---------------------------------------------------------------------- | ---------------------------------------------------------------------- | ---------------------------------------------------------------------- | ---------------------------------------------------------------------- | ---------------------------------------------------------------------- | ---------------------------------------------------------------------- |
| 7-2-2007                                                               | Fiume                                                                  | Croazia                                                                | 2 – 1                                                                  | Norvegia                                                               | Amichevole                                                             | -                                                                      | 80’                                                                    |
| 24-5-2008                                                              | Fiume                                                                  | Croazia                                                                | 1 – 0                                                                  | Moldavia                                                               | Amichevole                                                             | -                                                                      | 46’                                                                    |
| 16-6-2008                                                              | Klagenfurt                                                             | Polonia                                                                | 0 – 1                                                                  | Croazia                                                                | Euro 2008 - 1º turno                                                   | -                                                                      | 45’                                                                    |
| 20-8-2008                                                              | Maribor                                                                | Slovenia                                                               | 2 – 3                                                                  | Croazia                                                                | Amichevole                                                             | -                                                                      | 84’                                                                    |
| 1-4-2009                                                               | Andorra la Vella                                                       | Andorra                                                                | 0 – 2                                                                  | Croazia                                                                | Qual. Mondiali 2010                                                    | -                                                                      |                                                                        |
| Totale                                                                 |                                                                        | Presenze                                                               | 5                                                                      |                                                                        | Reti                                                                   | 0                                                                      |                                                                        |

| Cronologia completa delle presenze e delle reti in nazionale ― Croazia under 21 | Cronologia completa delle presenze e delle reti in nazionale ― Croazia under 21 | Cronologia completa delle presenze e delle reti in nazionale ― Croazia under 21 | Cronologia completa delle presenze e delle reti in nazionale ― Croazia under 21 | Cronologia completa delle presenze e delle reti in nazionale ― Croazia under 21 | Cronologia completa delle presenze e delle reti in nazionale ― Croazia under 21 | Cronologia completa delle presenze e delle reti in nazionale ― Croazia under 21 | Cronologia completa delle presenze e delle reti in nazionale ― Croazia under 21 |
| Data                                                                            | Città                                                                           | In casa                                                                         | Risultato                                                                       | Ospiti                                                                          | Competizione                                                                    | Reti                                                                            | Note                                                                            |
| ------------------------------------------------------------------------------- | ------------------------------------------------------------------------------- | ------------------------------------------------------------------------------- | ------------------------------------------------------------------------------- | ------------------------------------------------------------------------------- | ------------------------------------------------------------------------------- | ------------------------------------------------------------------------------- | ------------------------------------------------------------------------------- |
| 4-9-1998                                                                        | Kilkenny                                                                        | Irlanda under 21                                                                | 2 – 2                                                                           | Croazia under 21                                                                | Qual. Europeo Under-21 2000                                                     | -                                                                               | 51’                                                                             |
| 9-10-1998                                                                       | Ta' Qali                                                                        | Malta under 21                                                                  | 0 – 3                                                                           | Croazia under 21                                                                | Qual. Europeo Under-21 2000                                                     | -                                                                               | 87’                                                                             |
| 14-10-1998                                                                      | Sisak                                                                           | Croazia under 21                                                                | 4 – 0                                                                           | Macedonia under 21                                                              | Qual. Europeo Under-21 2000                                                     | -                                                                               | 66’ 85’                                                                         |
| 21-8-1999                                                                       | Zagabria                                                                        | Croazia under 21                                                                | 1 – 0                                                                           | Malta under 21                                                                  | Qual. Europeo Under-21 2000                                                     | -                                                                               |                                                                                 |
| Totale                                                                          |                                                                                 | Presenze                                                                        | 4                                                                               |                                                                                 | Reti                                                                            | 0                                                                               |                                                                                 |

## Palmarès

### Club

#### Competizioni nazionali
- Campionato croato: 2

Hajduk Spalato: 2003-2004, 2004-2005
- Coppa di Croazia: 2

Hajduk Spalato: 2002-2003, 2009-2010
- Supercoppa di Croazia: 1

Hajduk Spalato: 2004